# Octavia E. Butler
Octavia Estelle Butler (ur. 22 czerwca 1947 w Pasadenie, zm. 24 lutego 2006 w Lake Forest Park) – amerykańska pisarka science-fiction. Laureatka nagród Hugo i Nebula. Część jej twórczości jest uznawana za prekursorską dla podgatunku feministycznej science fiction. 

## Książki
- Przypowieść o siewcy (Parable of the Sower 1993)
- Przypowieść o talentach (Parable of the Talents 1998)

seria Patternist
- Patternmaster ( 1976)
- Mind of My Mind (1977)
- Survivor (1978)
- Wild Seed (1980)
- Clay’s Ark (1984)
- Seed to Harvest (2007)

seria Xenogenesis
- Dawn (1987)
- Adulthood Rites (1988)
- Imago (1989)
- Xenogenesis (1989)
- Lilith's Brood (2000)